# Архангельский, Константин Фёдорович
Константин Фёдорович Архангельский (20 мая 1870 г., Ставрово, Станковской волости Вязниковского уезда Владимирской губернии Российской империи  — 30 октября 1906 год,  Казань) — российский учёный, фармаколог, преподаватель высшей школы.
экстраординарный профессор фармакологии Императорского Казанского университета.

## Биография
К. Ф. Архангельский родился во Владимирской губернии в деревне Ставрово 20 мая 1870 г. Его отец был священником. Среднее образование получил во владимирской духовной семинарии, высшее — на медицинском факультете Томского университета. На пятом курсе К. Ф. Архангельский работал лаборантом в фармакологической лаборатории. В 1895 г. он с отличием закончил университет со степенью лекаря.
В том же году К. Ф. Архангельский стал штатным ассистентом на кафедре фармакологии Томского университета. В 1896 г. он отправился в командировку в г. Санкт-Петербург на 4 месяца с целью изучения способов приготовления целебных сывороток в Институте Экспериментальной медицины. Следующей командировкой К. Ф. Архангельского стала поездка в Швецию на 4 месяца в 1897 г. с целью изучения работы медицинских учреждений.
К. Ф. Архангельский получил степень доктора медицинских наук в феврале 1899 г. за труд «Материалы к фармакологии бромистого ареколина». Затем он до 1901 г. был в заграничной командировке.
После возвращения К. Ф. Архангельского выбрали приват-доцентом фармакологии Томского университета, в 1902 г. он был выбран ассистентом приват-доцента фармакологии в Императорском Новороссийском университете. Однако уже в 1903 г. его перевели в Императорский Казанский университет, где он был назначен экстраординарным профессором.
Умер К. Ф. Архангельский 30 октября 1906 г. в городе Казань. Похоронили его в родной деревне Ставрово Владимирской губернии.

## Труды
- К фармакологии бромистого ареколина. Предварительное сообщение // Врач. — 1896. — № 26, 27.
- Может ли мускус иметь значение, как возбуждающее? // Врач. — 1896. — № 46, 47.
- К вопросу о влияние бромистого ареколина на сердце // Прот. Общ. Естеств. и Врачей при томском унив.. — 1897.
- Способ влияния пилокарпина на деятельность сердца // Прот. Общ. Естеств. и Врачей при томском унив.. — 1897.
- О влияние некоторых ядов на продолжительность периода скрытого возбуждения в мышцах лягушки // Прот. Общ. Естеств. и Врачей при томском унив.. — 1898.
- Материалы к фармакологии бромистого ареколина. — 1899.
- Die Wirkung des Destillats von Kaffee und von Thee auf Atmung und Herz // Archives internat. de Pharmacodynamie et de Therapie. — Vol. VII.
- Ueber Rhododendrol, Rhoiodendrin und Andromedotoxin // Archives fur experiment. Patologie u. Pharmak. — 1901.
- Ueber die Vertheilung des Chloralhydrati und Acetons im Organismus // Archives fur experiment. Patologie u. Pharmak. — 1901.
- О самозащите организма при отравлении // Врачебная Газета. — 1902. — № 28, 29.